# Шосткинський міський краєзнавчий музей
Шосткинський міський краєзнавчий музей — краєзнавчий музей у місті Шостка (Шосткинського району на Сумщині), цікаве зібрання матеріалів з природи, історичного й культурного розвитку краю.

## Загальні та історичні відомості
Шосткинський міський краєзнавчий музей міститься на головній вулиці міста в історичній будівлі й розташований за адресою:
вул. Свободи, буд. 53, м. Шостка (Сумська область, Україна).
Заклад працює від 9-00 до 17-00. Вихідний день — понеділок.
Директор музею — Марченко Наталія Дмитрівна.
Шосткинський міський краєзнавчий музей створений у 1993 році.

## Фонди і діяльність
Основний фонд Шосткинського міського краєзнавчого музею налічує 5 180 предметів.
У структурі музею створені відділи:
- Природа краю;
- Історія краю;
- Музей І. М. Кожедуба;
- Експозиція кіно-фототехніки.

У музейному закладі діють постійні експозиції:
- «Історія міста»;
- «М. Неплюєв і Хрестовозджвиженське братство»;
- експозиція, присвячена Народному архітектору СРСР, Герою Соціалістичної Праці, академіку Д. М. Чечуліну.

Частково створено також експозицію бронетехніки 1970—80-х років, яка розташована в музейному сквері просто неба.
В експозиції представлені оригінальні експонати: ікони XVIII—XIX століть, церковні печатки, фрагменти козацької зброї, кіно- і фототехніка XIX—ХХ століть, стародруки: «Мінея службова» (1741), «Бесіди Іоанна Златоуста» (1767), «Пентікастаріон» (1792).
У музейній експозиції, присвяченій тричі Герою Радянського Союзу І. М. Кожедубу, представлені особисті речі: кітель, шинель, льотна книжка, записники, рукавички, листівки, фото.
Колективом Шосткинського міського краєзнавчого музею пропонуються екскурсії з оглядом туристичних об'єктів міста та його околиць.

## Музей Івана Кожедуба

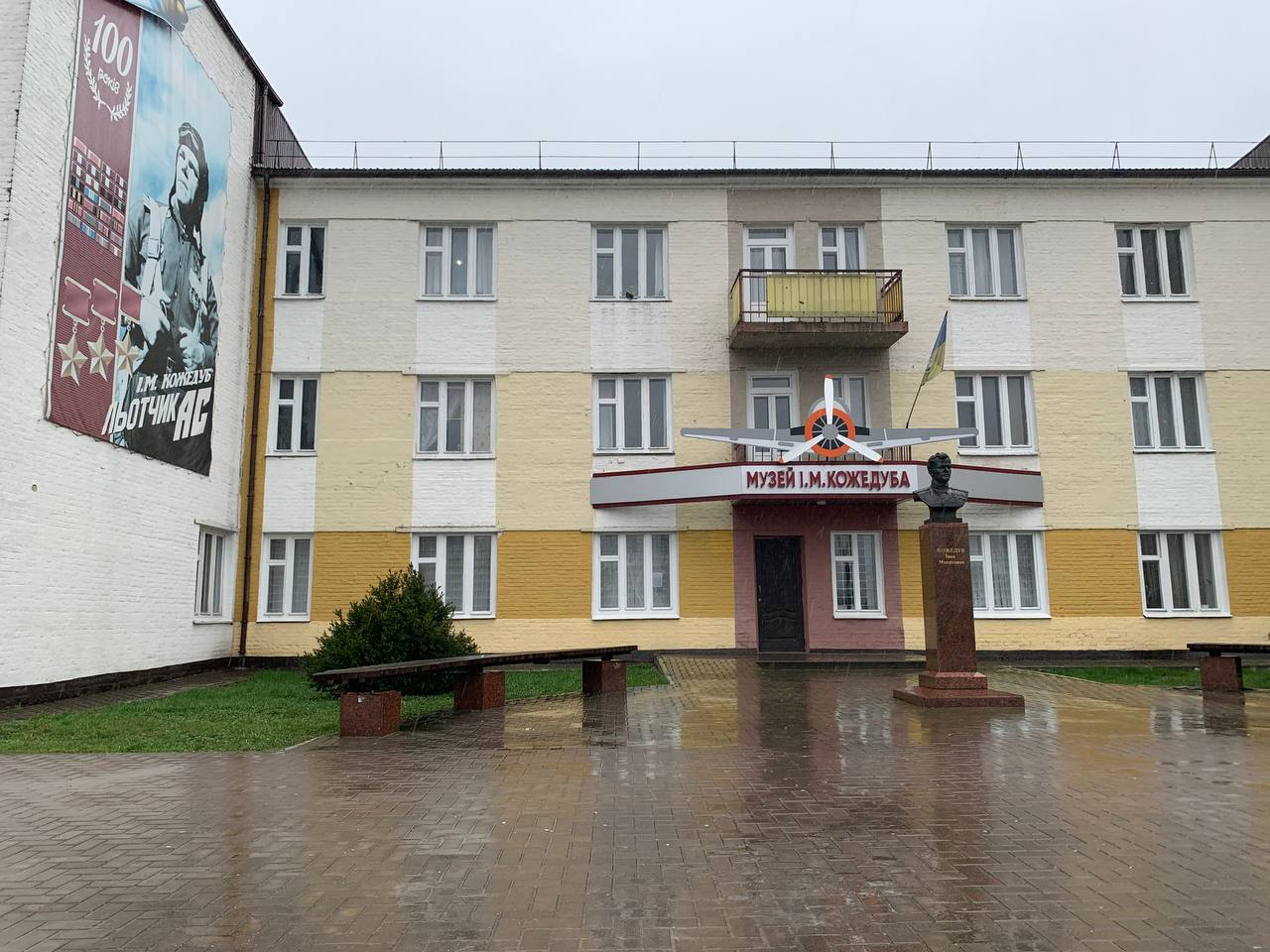
Музей Івана Кожедуба

Музей Івана Микитовича Кожедуба є відділом Шосткинського міського краєзнавчого музею. Музей міститься у приміщенні гуртожитку, де в роки навчання в технікумі проживав тричі Герой Радянського Союзу І.М.Кожедуб.

В експозиції музею представлені  фотографії, документи, особистості речі І.М. Кожедуба: військова форма, листи, записники, льотна книжка тощо, які були передані музею як самим Іваном Микитовичем, так і родичами героя. Тут знаходяться й авторські книги Івана Кожедуба «Служу Батьківщині», «Вірність Вітчизні».

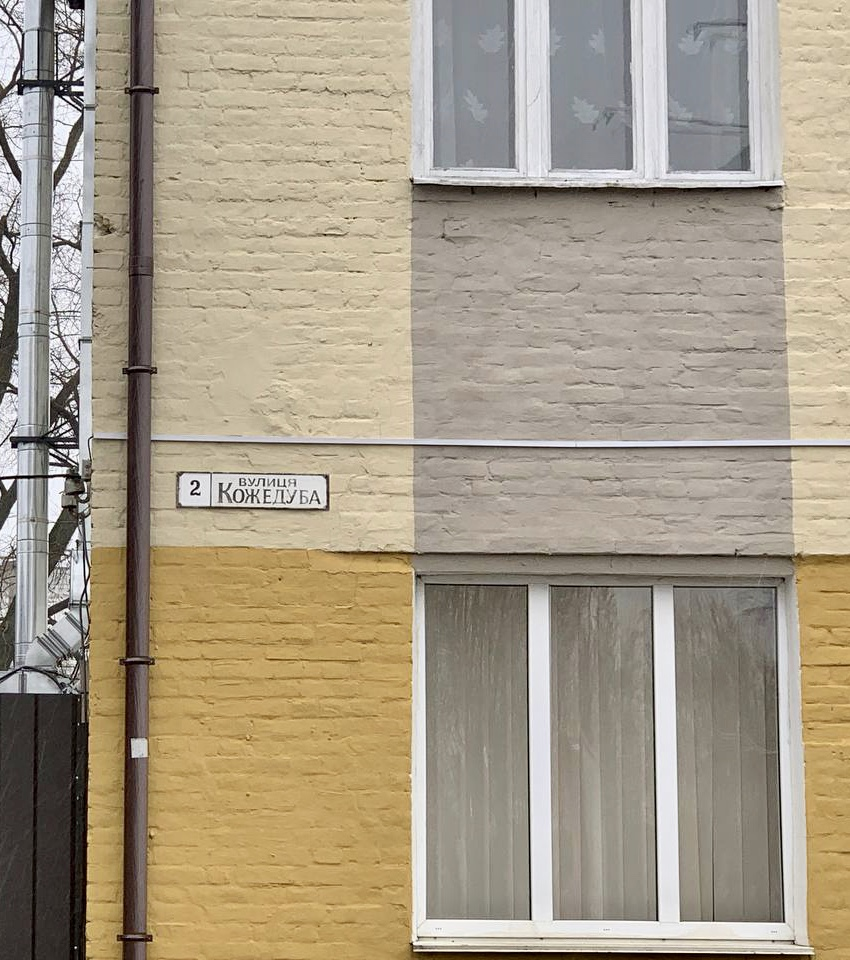
Названа вулиця на честь Івана Кожедуба

Відвідувачі музею мають можливість ознайомитися з макетами літаків періоду війни.
Музей обладнано кіно- та відеотехнікою, яка дає змогу переглянути відеофільми про І.М. Кожедуба та документальні кінострічки про Велику Вітчизняну війну.
З нагоди 90-річчя від дня народження І. М. Кожедуба (2010) частину вулиці перейменували на вулицю Кожедуба. І адреса музею стала: вулиця Кожедуба, 2.

## Джерело-посилання
- Шосткинський міський краєзнавчий музей[недоступне посилання з серпня 2019] на www.tour.sumy.ua («Сумщина туристична»)